# Khô hạn

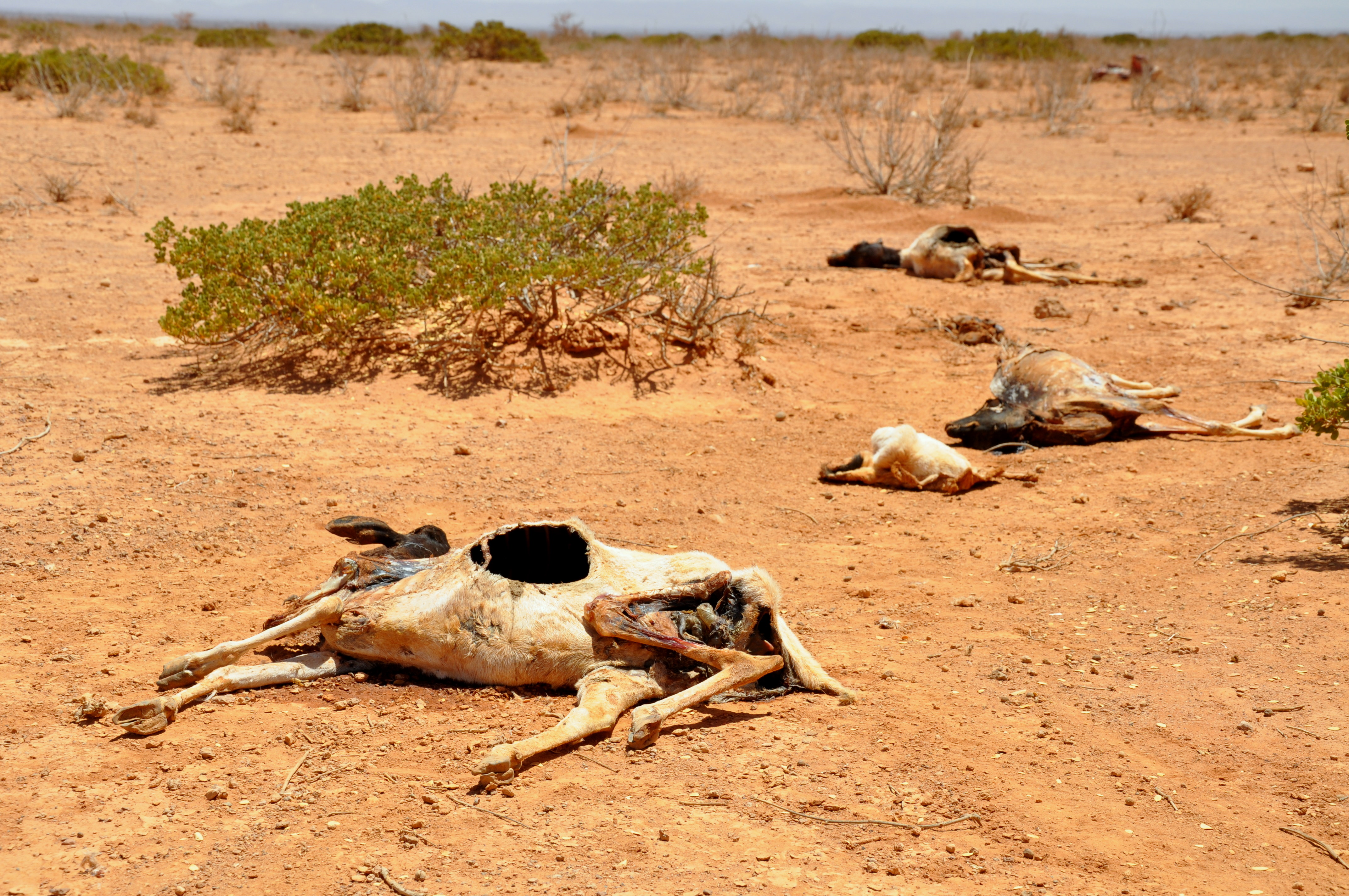
Một vùng đất khô hạn ở châu Phi

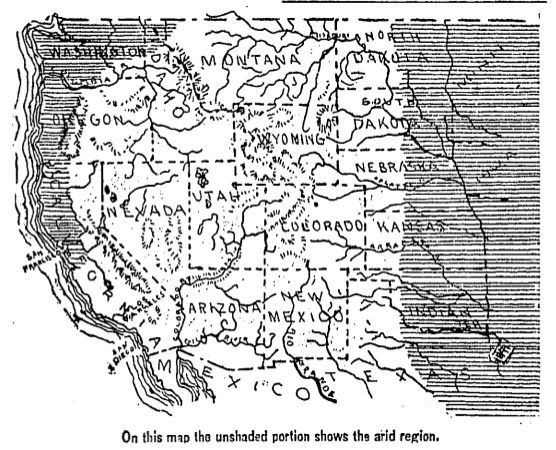
Các khu vực khô hạn của miền Tây Hoa Kỳ như được lập bản đồ vào năm 1893

Một khu vực được gọi là khô hạn khi nó được đặc trưng bởi hiện tượng thiếu nước nghiêm trọng, đến mức cản trở hoặc ngăn chặn sự tăng trưởng và phát triển của đời sống động thực vật. Môi trường đặc trưng với khí hậu khô cằn có xu hướng thiếu thảm thực vật và được gọi là xeric hoặc sa mạc. Hầu hết các vùng khí hậu "khô cằn" nằm trên đường xích đạo; những nơi này bao gồm một phần của Châu Phi, Châu Á, Nam Mỹ, Trung Mỹ và Úc.

## Thay đổi theo thời gian
Sự phân bố khu vực khô cằn được quan sát tại bất kỳ thời điểm nào phần lớn là kết quả của sự lưu thông chung của khí quyển. Những thay đổi đáng kể theo thời gian thông qua biến đổi khí hậu. Ví dụ, sự gia tăng nhiệt độ (1,5 1,52%) trên toàn lưu vực sông Nile trong 30 đến 40 năm tiếp theo có thể thay đổi khu vực từ bán khô hạn sang khô hạn, dẫn đến giảm diện tích đất nông nghiệp. Ngoài ra, những thay đổi trong sử dụng đất có thể dẫn đến nhu cầu lớn hơn đối với nước trong đất và gây ra mức độ khô cằn cao hơn.